# Rachel Sennott
Rachel Anne Sennott (Simsbury, Connecticut, EUA, 19 de setembre de 1995) és una actriu i còmica estatunidenca. Després de formar-se a la Tisch School of the Arts de la Universitat de Nova York i al Stella Adler Studio of Acting, va començar la seua carrera a l'escena de micròfon obert de la ciutat de Nova York.
Sennott va guanyar protagonisme amb els seus papers protagonistes a les pel·lícules de comèdia Shiva Baby (2020), Bodies Bodies Bodies (2022), Bottoms i I Used to Be Funny (ambdues del 2023). Va retratar Rosie Shuster a la comèdia biogràfica Saturday Night (2024). Ha col·laborat sovint amb l'actriu i escriptora Ayo Edebiri. Va tenir un paper secundari a la sèrie d'HBO The Idol (2023).

## Vida primerenca
Rachel Anne Sennott va néixer el 19 de setembre de 1995 a Simsbury, Connecticut, filla de Donna Virzi i Jack Sennott. És d'ascendència italiana i irlandesa, i es va criar sota la fe catòlica. Es va graduar a Simsbury High School el 2014.

## Carrera

### 2016–2020: primers treballs en comèdia
Sennott es va interessar per la comèdia quan era estudiant de primer any a la universitat, quan va anar a una nit de micròfon obert en una cita. Va estudiar interpretació a la New York University Tisch School of the Arts i al Stella Adler Studio of Acting, i es va graduar el 2017. Durant la universitat, va continuar fent comèdia a les nits de micròfon obert, a més d'actuar en pel·lícules d'estudiants, inclòs el paper principal de Danielle a la versió del curtmetratge del 2017 de Shiva Baby d'Emma Seligman; va repetir aquest paper a l'adaptació al llargmetratge del 2020.
El 2018, sentint-se fora de control de la seua incipient carrera, va recórrer a la comèdia de Twitter; va escriure i tuitejar múltiples acudits curts al dia. En una entrevista del 2020 per a Nylon, va dir que no li agradava l'escena del micròfon obert de Manhattan perquè sentia que la gent es reia d'ella en lloc d'ella, i va passar a l'escena alternativa amb un espectacle habitual a It's A Guy Thing. Va desenvolupar dos espectacles el 2018: Puke Fest i Ur Gonna Slp Rlly Well Tonight. El Puke Fest combina conjunts dreta amb un joc de begudes i es va traslladar a Instagram Live durant la pandèmia de la COVID-19. La seua distintiva veu còmica, un personatge "desordenat" que sovint es queixa de les cites i l'economia, es va fer popular a l'escena alternativa. El 2019, va ser nomenada una de les sis millors còmics de l'escena alternativa a les llistes tant de Time Out New York com de Pop Dust, que va citar les seues interpretacions satíriques úniques sobre aspectes de la vida i la cultura dels millenials.
Satiritza altres elements de la cultura, amb alguns dels seus fragments més populars, com ara vídeos sobre la cultura cinematogràfica de Los Angeles i dones joves obsessionades amb els nadons.] Un clip de so del seu vídeo, "Come on, it's LA", es mostra al començament de la cançó "Bump This" de Michael Medrano, Jake Germain i Michete.
A la televisió, va aparéixer a High Maintenance d'HBO i va interpretar a Jackie Raines a Call Your Mother. Sennot i Ayo Edebiri van codesenvolupar dues sèries per a Comedy Central, Ayo and Rachel Are Single i Taking the Stage, que van començar a emetre's en línia el 2020. També apareix amb Edebiri i altres còmics a la sèrie web de comèdia i documental Speak Up, que busca amplificar les veus femenines sobre el treball en comèdia.

### 2021-present: transició al cinema
Sennott va protagonitzar els llargmetratges del 2020 Tahara com a Hannah Rosen, i Shiva Baby com a Danielle. Ambdues pel·lícules són narracions coming-of-age queer jueves ambientades en serveis funeraris. En el paper principal de Danielle a Shiva Baby, que es va estrenar al South by Southwest i el Toronto International Film Festival el 2020, la seua actuació va ser destacada en diverses crítiques, amb Andrew Parker de The GATE dient que va donar "una meravellosa, actuació estel·lar" i Alex de Vore, del Santa Fe Reporter, qui va escriure que "després de la seua actuació a [la pel·lícula], probablement se li hauria de permetre fer el que vulga - és una natural." Sennott va guanyar el premi Rising Star al Festival de Cinema Jueu de Filadèlfia.
El 2022, va interpretar Alice a Bodies Bodies Bodies, una pel·lícula de terror de comèdia d'A24. Va ser anomenada constantment com l'actuació més destacada de la pel·lícula. Megan Conway de The New York Times Style Magazine va resumir el consens al voltant de la seua actuació: "La capacitat de Sennott d'injectar una gamma sorprenent de significats als diversos crits i ulls d'Alice, així com la seua lletania d'improvisacions i "oh, Déus meus", roba el protagonisme."
El 2023, es va reunir amb l'escriptora i directora de Shiva Baby Emma Seligman per escriure la pel·lícula de comèdia sexual adolescent Bottoms, que protagonitza al costat d'Ayo Edebiri. La pel·lícula es va estrenar al SXSW l'11 de març de 2023, amb l'aclamació de la crítica. També es va projectar a SXSW la tragicomèdia I Used to Be Funny. Escrivint sobre l'actuació de Sennott a la seua ressenya per a The Austin Chronicle, Jenny Nulf va dir que "és punyent, un passeig entre divertit i trist que es fa amb gràcia". També va aparéixer la sèrie dramàtica d'HBO The Idol el juny de 2023. Es va estrenar al 76é Festival de Cannes on va tenir una acollida molt desfavorable per la crítica, tot i que Alex Barasch de The New Yorker va elogiar a Sennott com una de les seues "fortes actuacions". Sennott va aparéixer després a la pel·lícula de comèdia Susie Searches.
Va aparéixer al drama d'època de Saverio Costanzo Finalmente l'alba.
El 18 de març de 2024, Deadline va informar que Sennott havia venut un pilot de comèdia de mitja hora a HBO, en el qual hauria d'escriure, protagonitzar i ser productora executiva. Segons es diu, el programa seguirà un grup d'amics codependents mentre es reuneixen després d'un temps separats.